# ويليام أ. بيرغيرون
ويليام أ. بيرغيرون هو شخصية أعمال وفلاح وسياسي أمريكي، ولد في 3 يوليو 1898، وتوفي في 17 فبراير 1970. نشط حزبياً في الحزب الجمهوري. وقد انتخب عضو جمعية ولاية ويسكونسن ‏.